# Eugen Kipp junior
Eugen Kipp junior (* 25. Februar 1912 in Stuttgart; † unbekannt), auch „Bubi“ genannt, war ein deutscher Fußballspieler.

## Karriere
Kipp begann 1925 in der Jugendabteilung der Stuttgarter Kickers mit dem Fußballspielen und rückte mit Saisonbeginn 1930/31 in die erste Mannschaft auf. Er spielte fortan als Außenstürmer in der Gruppe Württemberg innerhalb der Bezirksliga Württemberg/Baden. In der Saison 1932/33 gewann er mit der Mannschaft die Württembergische Meisterschaft, nachdem der FV Union Böckingen aus dem gleichnamigen Heilbronner Stadtteil (am Saisonende punktgleich mit den Stuttgarter Kickers) im Entscheidungsspiel mit 4:1 besiegt wurde. Selbst wirkte Kipp bis gegen Jahresende 1932 noch mit. Die in zwei Gruppen ausgespielte Endrunde um die Süddeutsche Meisterschaft wurde in der Gruppe Nord/Süd als Viertplatzierter beendet.
Aufgrund der Fortsetzung seines Studiums Bauingenieurwesen in der Schweiz, spielte er von 1933 bis 1935 für den FC Bern in der erstklassigen Nationalliga. Debütiert hatte er bei diesem Verein schon am Neujahrstag 1933.
Nach seiner Studienzeit kehrte er über den FC Kreuzlingen zu den Stuttgarter Kickers zurück und spielte nunmehr in der seit 1933 neugeschaffenen Gauliga Württemberg. Die Spielzeiten 1938/39 bis 1941/42 schloss er mit der Mannschaft viermal in Folge als Gaumeister ab. Aufgrund der Erfolge nahm er mit der Mannschaft an den jeweiligen Endrundenspielen um die Deutsche Meisterschaft teil, kam jedoch nicht über die Gruppenphasen, in denen er sechs Tore in 14 Spielen erzielte, hinaus. Des Weiteren bestritt er im Zeitraum von 1939 bis 1943 insgesamt elf Spiele im Tschammerpokal-Wettbewerb, in dem er sechs Tore erzielte.
Nach dem Ende des Zweiten Weltkriegs bestritt er in der Saison 1946/47 noch drei Punktspiele in der seit 1945 bestehenden Oberliga Süd; sein letztes am 1. Juni 1947 (34. Spieltag) bei der 0:1-Niederlage im Stadtderby gegen den VfB Stuttgart.

## Erfolge
- Gaumeister Württemberg 1939, 1940, 1941, 1942
- Württembergischer Meister 1932/33

## Sonstiges
Kipp, von Beruf Bauingenieur, war der Sohn von Eugen Kipp senior, der ebenfalls für die Stuttgarter Kickers spielte.